# José Luis Carranza
José Luis Carranza (Lima, 8 de enero de 1964) es un exfutbolista peruano que jugaba como centrocampista. Hizo toda su carrera deportiva en el Club Universitario de Deportes. Siendo el jugador con más títulos en la historia del club, obteniendo 8 campeonatos en total. Fue conocido por su garra y temperamento siendo figura e ídolo de su equipo.
Es junto a Héctor Chumpitaz (campeón con Universitario en 1966, 1967, 1969, 1971 y 1974, y con Sporting Cristal en 1979, 1980 y 1983) y Percy Rojas (campeón con Universitario en 1966, 1967, 1969, 1971, 1974 Y 1982, y con Sporting Cristal en 1979 y 1980) los futbolistas con más títulos nacionales en la historia de la primera división peruana (desde 1966) con 8 títulos.

## Trayectoria

### Inicios
José Luis Carranza nació en Lima el 8 de enero de 1964, hijo de Roberto Carranza y Rosa Vivanco, fue el mayor de nueve hermanos. Desde muy niño integró los equipos de su barrio como: Ciclista, Ipince, Necochea entre otros. De adolescente jugó por el Huracán en la liga del Rímac, para luego llegar a la «U», viviendo en las instalaciones del estadio Lolo Fernández. A los 12 años perdió a su padre por lo cual debió interrumpir sus estudios escolares en la Institución Educativa Emblemática Ricardo Bentín del distrito del Rímac, pero gracias al apoyo de la directiva crema los pudo culminar.

### Universitario de Deportes
Jugando por el equipo de menores de la «U», entrenado por Fernando Cuéllar, fue promocionado al equipo de mayores entrenado por Marcos Calderón. Entre sus compañeros de equipo más cercanos se encontraban Roberto Martínez y José Guillermo del Solar. 
Debutó profesionalmente con el primer equipo el 20 de octubre de 1985 frente al Club Deportivo Los Espartanos en el empate de la «U» por 1-1. Internacionalmente debutó el 13 de mayo de 1986 jugando por el club Universitario de Deportes en un encuentro por la Copa Libertadores en Bolivia.
Jugó en posiciones de marca y por su vehemencia en el campo algunas veces salía expulsado. Siempre fue un referente del equipo crema fuera y dentro del campo de juego. Dentro por la fuerza y técnica que desplegaba, y afuera, en el sentido de compañerismo y fraternidad. Ganó ocho campeonatos nacionales, cuatro torneo apertura y un torneo clausura. Es el jugador que más veces participó del clásico del fútbol peruano.

### El retiro
Por una lesión que no terminaba de sanar, dada su avanzada edad, y por los problemas que generaba en el interior del plantel, por su rivalidad con el técnico Ramón Quiroga, empezó a circular por la interna del club la necesidad de su salida. Un año después Carranza fue despedido del club, aunque el vicepresidente Augusto Lanatta no estaba de acuerdo en que el futbolista sea cesado del equipo, éste acabó siendo despedido. Unos días después en una entrevista el Puma Carranza lloró ante las cámaras de televisión, declarando que tuvo que renunciar porque fue obligado a mentir sobre una supuesta lesión. Finalmente, el 11 de octubre de 2004 Carranza se reintegró nuevamente a los entrenamientos de Universitario de Deportes, y el 16 de octubre de 2004, reapareció en el fútbol local, ingresando al campo en reemplazó de Paolo Maldonado, en los últimos minutos del encuentro ante la Universidad César Vallejo de Trujillo. Su último encuentro como profesional lo disputó el 26 de diciembre de 2004, ante el Deportivo Wanka en el Estadio Monumental, con victoria para Universitario por 5-2, donde anotó de penal (con el pase del desprecio), uno de los pocos goles que marcó en su carrera. 
El 6 de abril de 2005 se realizó un encuentro de despedida en el Estadio Monumental. Miles de hinchas y algunos exjugadores invitados le tributaron una despedida, donde se formaron dos equipos: Amigos del Puma y Estrellas Internacionales, todos con la tradicional casaquilla n.°. 22 que caracterizó al Puma.

Estoy feliz porque esta despedida fue tal y como él se lo merecía. Estamos todos, su familia, sus amigos y su gente. Más que un amigo, es como un hermano. Ha sido muy bonito ver el Monumental lleno.
José Guillermo del Solar (6 de abril de 2005)

La noche de fútbol sirvió para el reencuentro de viejos amigos del excapitán crema: Jorge Amado Nunes, Gustavo Grondona, José Guillermo del Solar, Marcelo Asteggiano, Alfonso Yáñez, Juan Reynoso, Roberto Martínez, Álvaro Barco y Juan Carlos Zubczuk. Tampoco se quedó atrás el equipo de las estrellas mundiales; sobresalieron los argentinos Oscar Ruggeri, José Basualdo, Juan Antonio Pizzi; los chilenos Fabián Estay, Juan Carlos Letelier, Nelson Parraguez, y el boliviano Marco Etcheverry. También participaron reconocidos exjugadores del fútbol peruano como Julio César Uribe, Germán Leguía, César Cueto y Héctor Chumpitaz.

Esta fiesta ha sido sensacional. Él dice que yo soy su ídolo, realmente él ha sido un ídolo para todos, incluyéndome a mí, por todo lo que ofreció a Universitario. Los hinchas estarán siempre agradecidos por todo lo que entregó por la camiseta crema.
Germán Leguía (6 de abril de 2005)

## Selección nacional
Fue internacional con la selección de Perú en 55 ocasiones y marcó 1 gol. Debutó con la selección el 21 de septiembre de 1988 en un encuentro amistoso ante la selección de Paraguay. Participó en las eliminatorias para la Copa Mundial de 1990, 1994, 1998 y en cuatro ediciones de la Copa América. Su último encuentro con la selección lo disputó el 16 de noviembre de 1997 contra Paraguay por las eliminatorias rumbo a Francia 98.

### Participaciones en Copa América
| Copa              | Sede    | Resultado        |
| ----------------- | ------- | ---------------- |
| Copa América 1989 | Brasil  | Primera fase     |
| Copa América 1991 | Chile   | Primera fase     |
| Copa América 1993 | Ecuador | Cuartos de final |
| Copa América 1995 | Uruguay | Primera fase     |

## Clubes
| Club                      | País | Año       |
| ------------------------- | ---- | --------- |
| Universitario de Deportes | Perú | 1985-2004 |

## Palmarés

### Campeonatos regionales
| Título               | Club                      | País | Año  |
| -------------------- | ------------------------- | ---- | ---- |
| Torneo Metropolitano | Universitario de Deportes | Perú | 1987 |
| Torneo Metropolitano | Universitario de Deportes | Perú | 1988 |
| Torneo Metropolitano | Universitario de Deportes | Perú | 1989 |
| Torneo Metropolitano | Universitario de Deportes | Perú | 1990 |
| Torneo Metropolitano | Universitario de Deportes | Perú | 1991 |

### Torneos apertura y clausura
| Título          | Club                      | País | Año  |
| --------------- | ------------------------- | ---- | ---- |
| Torneo Apertura | Universitario de Deportes | Perú | 1998 |
| Torneo Apertura | Universitario de Deportes | Perú | 1999 |
| Torneo Apertura | Universitario de Deportes | Perú | 2000 |
| Torneo Clausura | Universitario de Deportes | Perú | 2000 |
| Torneo Apertura | Universitario de Deportes | Perú | 2002 |

### Campeonatos nacionales
| Título                    | Club                      | País | Año  |
| ------------------------- | ------------------------- | ---- | ---- |
| Primera División del Perú | Universitario de Deportes | Perú | 1985 |
| Primera División del Perú | Universitario de Deportes | Perú | 1987 |
| Primera División del Perú | Universitario de Deportes | Perú | 1990 |
| Primera División del Perú | Universitario de Deportes | Perú | 1992 |
| Primera División del Perú | Universitario de Deportes | Perú | 1993 |
| Primera División del Perú | Universitario de Deportes | Perú | 1998 |
| Primera División del Perú | Universitario de Deportes | Perú | 1999 |
| Primera División del Perú | Universitario de Deportes | Perú | 2000 |

## Vida privada
José Luis Carranza contrajo matrimonio con Carmen Rodríguez en 1989; tienen tres hijas. Actualmente tiene una Escuela de fútbol para menores y una cebichería. En el 2006, luego de una estancia en Europa, postuló al cargo de alcalde del distrito de Comas por el partido Unión por el Perú. En el año 2007, regresó como asistente técnico en el Juan Aurich de Chiclayo, equipo que acababa de ascender a la primera división del Perú, tras lo cual, en fiestas navideñas, sacó su propia marca de panetones. En los últimos años ha aparecido mucho en la prensa de espectáculos, por ejemplo en el programa de Jaime Bayly como invitado y en el de Gisela Valcárcel como concursante en el reality show de baile Bailando por un sueño. En el 2004 apareció en el primer capítulo de la serie Misterio.